# Morten Nissen Nielsen
Morten Nissen Nielsen (født 1974 i Tønder) er en dansk iværksætter indenfor medie og energibranchen.
Morten Nissen Nielsen er student fra Risskov Amtsgymnasium, hvor han ved siden af skolearbejdet, sammen med en barndomsven, startede avisen Risskov Lokalen. Denne udviklede sig til Ejendomsavisen, der blev lanceret 1993.
JP/Politikens Hus købte i 2004 EjendomsAvisen/BilAvisen af Morten Nissen Nielsen for et ukendt millionbeløb.
Parallelt med EjendomsAvisen/BilAvisen A/S startede Morten Nissen Nielsen virksomheden Kreativt Netværk, der var blandt de første danske virksomheder i den grafiske branche, der outsourcede arbejde over internettet. Aktiviteten i denne virksomhed blev ligeledes solgt i 2004. 
Senere blev Morten Nissen Nielsen globalt ansvarlig for alt salg i den London-baserede aviskoncern, Metro International, der blandt andet lancerede MetroXpress. Hos Metro International var Morten Nissen Nielsen med til at lancere og drive aviser i USA, Europa og Asien.
Som administrerende direktør, var Morten Nissen Nielsen med til at lancere Nyhedsavisen der var islandsk ejet; Avisen blev Danmarks mest læste avis, men gik konkurs i 2008, da de islandske ejere blev ramt af den finansielle krise .
I 2013 er han direktør for og stifter af energiselskabet Vindstød, der som det første energiselskab i Danmark er 100% baseret på salg af elektricitet fra danske vindmøller . Selskabet fik meget hurtigt en god start og har fået sund økonomi .
Morten Nissen Nielsen er søn af datalog Søren Nissen Nielsen og Hanne Nielsen. Publicistgenet er videreført fra forfatter og oldefader Claus Eskildsen og lysten til at udfordre går i lige linje fra bedstefader Knud Schmidt Nielsen, skoleinspektør og aktiv i modstandsbevægelsen. 